# 1211
1211 (MCCXI) a fost un an obișnuit al calendarului iulian.

## Evenimente
- 17 aprilie: Contele Raymond al VI-lea de Toulouse este excomunicat de papa Inocențiu al III-lea.
- 15 octombrie: Bătălia de la Rhyndacos: victorie a latinilor conduși de împăratul Henric I asupra lui Theodor I Laskaris.

### Nedatate
- Iunie: Bătălia de la Antiohia, pe Meandru: victorie a lui Theodor I Laskaris asupra sultanului selgiucid Kaikosru I, care cade în luptă.
- Iunie: Primul asediu al orașului Toulouse de către cruciați.
- septembrie: Cruciații, conduși de Simon IV de Montfort, sunt asediați la Castelnaudary de către conții de Toulouse și de Foix.
- noiembrie: Confruntat cu problemele legate de excomunicarea sa, împăratul Otto al IV-lea se retrage din Apulia, pentru a reveni în Germania.
- Biserica din orașul Reims din Franța este distrusă integral de un incendiu.
- Începutul campaniei mongolilor în China, sub conducerea lui Genghis Han; invadatorii înaintează în teritoriul Imperiului Jin, până la fluviul Huanghe.
- Ordinul teutonic fondează orașul Kronstadt (Brașov), în Transilvania.
- România. După 7 mai. Colonizarea cavalerilor teutoni în Țara Bârsei, pentru apărarea graniței de sud-est a Transilvaniei și cu drept de a construi numai cetăți de lemn.
- Trupele estoniene conduse de Lembitu de Lehola distrug o fortăreață a misionarilor germani și invadează teritoriul din jurul orașului Pskov din Rusia.

## Arte, Știință, Literatură și Filosofie
- 6 mai: Începe reconstruirea catedralei din Reims, din inițiativa arhiepiscopului Albéric de Humbert.
- Începe construirea Mont Saint-Michel, în Normandia (încheiată în 1288).
- Începe edificarea catedralei din Santiago de Compostela.
- Primul document în limba italiană: un bilanț contabil redactat la Siena.

## Nașteri
- 15 iunie: Frederic al II-lea de Babenberg, duce de Austria (d. 1246)
- Cazimir I, duce de Kujawia (d. 1267)
- Ibn Khallikan, om de știință musulman (d. ?)

## Decese
- 16 mai: Mieszko al IV-lea, duce de Cracovia (n. ?)
- iunie: Kaikosru I, sultan selgiucid de Rum (n. ?)
- Alexios al III-lea Angelos, 57 ani, împărat al Bizanțului (n. 1153)